# Yumada al-Thani
Yumada al-Thani (en árabe: جُمَادَىٰ ٱلثَّانِي ŷumādā al-ṯānī), Yumada al-Ájira (en árabe: ﺠمادى الآخرة ŷumādā al-ājira), o Yumada II, es el sexto mes del calendario islámico, consta de 29 días.

## Etimología
En idioma árabe la palabra ŷamad significa "inanimado, árido", al-thani significa "la segunda", y al-ájira significa "la última", por lo que Yumada al-Thani significa "la segunda sequía", y Yumada al-Ájira, "la última sequía", en contraposición al mes de Yumada al-Awwal, "la primera sequía".

## Coincidencia con el calendario gregoriano
El calendario islámico es un calendario lunar, y los meses comienzan cuando se avista la primera luna creciente. Dado que el año del calendario lunar islámico es de 11 o 12 días más corto que el año solar, Jumada al-Thani migra a lo largo de los años solares. Las fechas estimadas de inicio y finalización de Jumada al-Thani son las siguientes (basadas en el calendario Umm al-Qura de Arabia Saudita):
| AH   | Primer día (CE/AD)      | Último día (CE/AD)    |
| ---- | ----------------------- | --------------------- |
| 1439 | 17 de febrero de 2018   | 17 de marzo de 2018   |
| 1440 | 06 de febrero de 2019   | 07 de marzo de 2019   |
| 1441 | 26 de enero de 2020     | 24 de febrero de 2020 |
| 1442 | 14 de enero de 2021     | 12 de febrero de 2021 |
| 1443 | 04 de enero de 2022     | 01 de febrero de 2022 |
| 1444 | 25 de diciembre de 2022 | 22 de enero de 2023   |

## Fechas señaladas
- 3 Yumada al-Thani: muerte de Fátima az-Zahra, hija de Mahoma (11 AH, 632 d. C.); muerte de Harun al Rashid, quinto califa abasí (193 AH, 809 d. C.).
- 10 Yumada al-Thani: victoria de Ali Ibn Abi Tálib en la batalla de Basora (36 AH, 656 d. C.).
- 13 Yumada al-Thani: muerte de Umm al-Banin, madre de Abbas ibn Ali (64 AH, 684 d. C.).
- 20 Yumada al-Thani: nacimiento de Fátima az-Zahra, hija de Mahoma (615 d. C.)
- 22 Yumada al-Thani: muerte del primer califa Abu Bakr (8 AH, 634 d. C.).
- 25 Yumada al-Thani: Salah al-Din se convirtió en emir de Egipto (564 AH, 1169 d. C.).